# Alan Wake
Az Alan Wake egy akció-kalandjáték, amit a Remedy Entertainment fejlesztett és a Microsoft Game Studios adott ki Xbox 360 konzolra, 2010 májusában, majd Windowsra 2012 februárjában. A remastered verzió 2021 októberében jött ki PlayStation 4, PlayStation 5, Xbox One, Xbox Series X/S konzolokon és Windowson, Nintendo Switchen pedig 2022 októberében. A történet főhőse egy sikeres író, Alan Wake, aki feleségével a washingtoni Bright Falls városába látogat. Itt feleségnek rejtélyes körülmények közt nyoma vész, Alan pedig legutóbbi könyvéből él át részleteket, melynek megírására nem emlékszik.
Tempójában és szerkezetében az Alan Wake egy fordulatokkal és talányokkal tűzdelt thriller tv sorozatra hajaz. Hat részből áll, a történetet pedig két DLC-ben fűzték tovább (The Signal, The Writer), illetve készült mellé egy hatrészes előzmény live-action websorozat is, Bright Falls címmel, valamint számos könyv.
Sam Lake és Mikko Rautalahti több mint öt évig írták a játékot. Eredetileg egy open-world survival game-et akartak készíteni, hogy eltérjenek a Remedy Max Payne sorozatától, de három év alatt sem sikerült a játékmenetet összehangolniuk az akció-thriller történetvezetéssel. Végül egy tradicionálisabb, lineáris, epizodikus szerkezet mellett döntöttek, ami jobban működik a narratív felépítéssel, és hasznosítani képes a már megépített open world asseteket.
A játék pozitív fogadtatásban részesült, komoly rajongótáborra tett szert, és gyakran emlegetik vizuális világa, hangzása, narratívája, tempója és atmoszférája miatt, a Time magazin 2010-es top 10-es videójátéklistáján pedig első helyre került. 2012 februárjában kiadtak Xbox Live Arcade-re egy spin-offot, Alan Wake's American Nightmare címmel.
Egy elkaszált folytatásból született a Remedy következő játéka, a Quantum Break, majd 2019-ben kiadták a Control-t, ami az Alan Wake univerzumában játszódik. Az Alan Wake II-t a 2021-es The Game Awardson jelentették be 2021 decemberében, és 2023. október 27-én jelent meg.

## Játékmenet
A Remedy az Alan Wake-et „fejben pszichothrillernek, testben filmes akciójátéknak” tartja. A játék elsősorban a fiktív, idilli kisvárosban, a Washington megyei Bright Fallsban játszódik, annak erdejében, nemzeti parkjában, farmján, főleg este, amit nyugodtabb, kevésbé akciódús, nappali jelenetekkel ellensúlyoznak.
A játékos Alan Wake-et irányítja, egy ismert írót, aki épp alkotói válságban szenved. A játékban „sötétség” lesz úrrá az embereken, állatokon és tárgyakon, akik gyilkos árnyakként („taken” – elragadottak) támadnak Wake-re, mindenféle eszközökkel – kalapáccsal, késsel, ásóval vagy épp láncfűrésszel. Gyorsaságuk, méretük és sebezhetőségük változó, rövidtávon pedig teleportálni képesek. Rajtuk kívül démoni hollókkal és mozgó tárgyakkal is meg kell Wake-nek küzdenie. Ha az ellenség közel jön, Alan lassított felvételben tud kitérni előlük.
Az elragadottakat sötétségpajzs védi, amit csak fénnyel és lőszerrel lehet róluk leégetni, ezért az elemlámpának, revolvernek, shotgunnak fontos szerepe van. Az elemlámpa fénye irányzékként funkcionál, amit feltekerve hamarabb el lehet pusztítani a sötétséget, így azonban gyorsabban is merül az elem. Fegyvertöltés mellett az elemlámpában is rendszeresen elemet kell cserélni, ha a játékos nem akarja kivárni, míg magától feltölt. A pajzsként működő sötétség ereje változó, mértéke az ellenségre célozva ellenőrizhető. Amennyiben erősebb, idővel visszatöltődhet, s, ha az elragadott elpusztul, eltűnik.
A játék gyakran ösztönöz különböző, a környezetben fellelhető fényforrások, illetve egyéb, fényalapú fegyverek és kiegészítők, például jelzőpisztolyok, fáklyák és villanógránátok használatára. Wake hatalmas reflektorokkal nagyobb hordákat is hatástalaníthat, a lámpaoszlopok pedig fedezéket biztosítanak – fényébe az ellenség nem lép be, alatta állva pedig a karakter is hamarabb gyógyul – aki idővel amúgy lassan regenerálódik, amennyiben közben nem sérül. A játék egyes pontjain autóval is lehet közlekedni Bright Fallsban, ilyenkor a játékos áthajthat az ellenségen vagy fényszóróval is elpusztíthatja őket.
A játék egy fontos eleme, hogy a játékos Alan Wake legfrissebb, Indulás című könyvének kéziratából gyűjthet össze részleteket. Bár Wake a könyv megírására nem emlékszik, története mintha folyamatosan életre kelne. A kézirat lapjai olykor még meg nem történt eseményekről számolnak be, így kapaszkodóként is funkcionálnak, jövőbeni kihívások legyűréséhez. Ezen kívül visszatérő elem a kávéstermosz – melyből összesen száz darabot lehet összegyűjteni a játék során – valamint a tévék, melyek egy fiktív Night Spring című sorozat részeit sugározzák, rádiók, amik a Bright Falls helyi csatorna műsorait és zenéit játsszák, illetve a táblák. A rádióműsorok és táblák a hely történetét és kultúráját mutatják be. A játék DLC-iben egyéb gyűjthető tárgyak jelennek meg, például ébresztőórák.

## Történet
Alan Wake egy sikeres pszicho-thriller író, aki két éve alkotói válságban szenved. Ő és felesége, Alice, a Washington állambeli Bright Falls városába utaznak felesége, valamint legjobb barátja és menedzsere, Barry Wheeler tanácsára. Érkezésük előtt Alan rémálmot lát, melyben árnyalakok próbálnak életére törni, mígnem egy különös, éteri figura megtanítja rá, hogy használja ellenük a fényt fegyverként. A városban átveszik szállásuk, egy faház kulcsát, amiről nem is tudják, hogy nem a valódi tulajdonostól kapják meg.
Alan és Alice megérkeznek a kicsiny szigeten álló házhoz, ahol kiderül, hogy az egész utat azért szervezte meg a feleség, hogy megtörje az alkotói válságot, amihez egy helyi specialista, dr. Hartman kezelését ajánlja Alannek. Még egy írógépet is szerzett a vakációra. Alan ezen feldühödik és elindul kiszellőztetni fejét, ám séta közben meghallja felesége segélykiáltásait. A házhoz visszatérve végignézi, ahogy egy rejtélyes erő magával ragadja Alice-t, a tó mélyére, utánaugrik, és elveszíti eszméletét.
Egy héttel később, egy roncsautóban tér magához. Emlékei nincsenek a történtekről. Visszaindul a városba, ám árnyalakok állják útját, ekkor visszaemlékszik álmára és felveszi velük a harcot. Mi több, úton-útfélen egy kézirat lapjaira lel, melyek a múlt vagy jövő eseményeiről mesélnek – kiderül, hogy Alan legújabb regényéről, az Indulásról van szó, melyet a kimaradt egy hét alatt írhatott meg. Egyik támadója, Stucky, a ház valódi tulajdonosa, akit szintén magukkal ragadtak az árnyak, ezért végeznie kell vele.
Egy ponton elérkezik egy benzinkúthoz, ahonnan felhívja a helyi seriffet, Sarah Breakert. Az őrsön elmeséli neki felesége történetét, Sarah pedig megdöbbenve tájékoztatja, hogy a tavon semmiféle sziget nincs a hetvenes évek óta, mikoris elsüllyedt egy vulkánkitörésben. Arra gyanakszik, Alan megölte feleségét, ezért az FBI segítségét kéri. Hamarosan Barry is a városba érkezik, és próbál segíteni Alannek. Egy rejtélyes telefonáló azt állítja, ő tartja fogva Alice-t, és életéért cserébe a kézirat lapjait követeli. Alan a megadott helyre megy, ahol megtámadják, majd mielőtt a titokzatos telefonáló elmondhatná, mit miért tett, elragadja egy fekete forgószél. Alan ismét elveszíti eszméletét, majd dr. Hartman szanatóriumában tér magához. Az orvos szerint Alan ölte meg feleségét, mikor idegösszeroppanást kapott, a természetfeletti erő és minden egyéb csak képzeletének szüleménye. Szökni próbál, egy titokzatos entitás pedig megtámadja az épületet. Alan megtalálja kéziratának lapjait és egy fényképet a titokzatos zsarolóról, amiből rájön, hogy dr. Hartman hazudott, és valójában minden történéssel tökéletesen tisztában van. Alan csak Barry segítségével tud megmenekülni, mielőtt a sötétség mindent és mindenkit elnyelne a szanatóriumban. A városba visszatérve az FBI megpróbálná letartóztatni Alant, ám a természetfeletti erő újból megjelenik, így el tudnak szökni.
A helyiek beszámolóiból Alan összerakja, hogy a Cauldron-tó mélyén él egy sötét entitás, mely a tó foglya, és szeretne kiszabadulni. Képzeletből valóságot teremt, ahogy ezt korábban Thomas Zane, költővel is megtette (ő az Alan álmában felbukkanó, búvárruhás jótevő), aki sikerrel visszaverte támadását, így akkor nem tudta elhagyni a tavat. Mostanra viszont felerősödött annyira, hogy egyes városlakók tudatát megfertőzve a házhoz tudja csalni Alant. Egyhetes amnéziás epizódja alatt az entitás íratta vele történetet, hogy kiszabadulhasson. De Alan írt magának egy kiskaput: belevette a történetbe Zane alakját, hogy kiszökhessen a sötétségből. Az FBI azonban még mindig a nyomában van, és Nightingale ügynök le is tartóztatja. Később a cellájukban is meglátogatja őt és Barryt, és közli velük, hogy tud a természetfeletti jelenségről, amiről úgy hiszi, Alan miatt jelent meg. A jelenség hamarosan végez vele is.
Alan, Barry, és Sarah seriff a nyomokat követve megtalálják Cynthia Weavert, a remeteként élő, kissé bogaras nőt, Zane egykori szerelmét, aki elárulja, hogy a jelenség Zane-t akkori barátnőjén, Barbara Jaggeren keresztül csalta csapdába (aki gonosz öregasszonyként többször felbukkan a történet során). A nő évek óta kizárólag jól megvilágított helyiségekben hajlandó létezni, így védekezve az entitás ellen. Elárulja, hogy Alan egy fegyvert is írt magának könyvébe: a kapcsolót, melyet egy gyerekkori emléke ihletett. Visszamegy a házhoz, ahol a történetből kiollózott szavakkal befolyásolja a valóságot, majd a kapcsoló segítségével végez az entitással, felesége azonban továbbra se bukkan fel. Alan arra jut, kénytelen feláldoznia magát feleségéért, ezért beleveti magát a tóba, Alice pedig csakugyan megmenekül. A tó mélyén Alan megtalálja a házat, benne az írógéppel és Indulás című regényének kéziratával – adott tehát a lehetőség, hogy saját sztoriját megírva kiszabaduljon a sötétségből.

### Special One: The Signal
A játék ott folytatódik, ahol a fő történetszál véget ért; Alan Bright Falls egy szürreális másában találja magát, ahol ráeszmél, hogy továbbra is a „Sötét helyen” (Dark place) rostokol. Zane tanácsára Alan telefonjával követni kezd egy jelet, hogy navigálni tudjon a sötétben. A folyton változó, álomszerű térben haladva tévéképernyőkön látja viszont önmaga mániás énjét, aki a sötétség erejét kihasználva sodorja veszélybe Alant, és küldi rá elragadottak hordáit. Alan Barry földöntúli másával is összefut, tudatalattijának szüleményével, aki segíti őt útján.
Zane idővel elárulja Alannek, hogy ő sodorta magát ebbe a helyzetbe; mániás mása rettegő, irracionális énje, kinek őrült gondolatai hatással vannak a Sötét hely szubjektív világára. Alan egy ponton szembetalálja magát egy rakás tévével, melyeken keresztül mániás énje életére tör, s bár a tévéket sikerül leküzdenie, ismét a házban ébred, vagyis szabadulni képtelen.

### Special Two: The Writer
Alan a Sötét helyen tér magához, s ahogy térnek vissza emlékei, arra jut, csakis ő hozhatta magát ilyen elmebeteg helyzetbe. Zane elárulja neki, hogy a „mániás” Alan továbbra is a házból irányítja a Sötét helyet, és a „racionális” Alannek vissza kell szereznie az irányítást, ha valaha ki akar innen jutni. Zane egy világítótoronyhoz küldi Alant, át az egyre szürreálisabb Sötét helyen, amit a mániás Alan Alice látomásokkal igyekez megakadályozni, illetve a táj morfolásával és elragadottak ráküldésével. Alan idővel kicselezi másik énjét és eljut a világítótoronyhoz, majd a házhoz.
Ahogy Alan közeledik a ház felé, megjelenik a képzelt Barry, akitől azt az utasítást kapja, hogy tagadjon meg mindent, ami képzelete szüleménye, mielőtt szembeszállna mániás énjével, köztük őt is. Alan kénytelen megküzdeni Barry és a városlakók elragadott verziójával, hogy beléphessen a házba. Itt találja a mániás Alant, a padlón fekve, s mikor hozzáér, két énje ismét összeolvad. Alan arra jut, nem hagyhatja, hogy úrrá legyen rajta a páni félelem, hogy többé sosem jut ki, és leül az írógéphez megírni új könyvét, a Visszatérést.

## Fejlesztés
2003-ra a finn Remedy Entertainment stúdió elkészítette Max Payne című játékát s annak folytatását, a Max Payne 2: The Fall of Max Payne-t. A második rész leadását követően egy időre visszavonultak, új játékokon ötletelni – köztük az Alan Wake-en. Szerettek volna a Max Payne-nél mélyebb, Stephen Kinges, David Lynches, azon belül is Twin Peaks-es világot kreálni; egy tv sorozat formátumú akció-thrillert. A történet alapjait már korán lefektették – Alan Wake, a sikeres író a Bright Falls nevű kisvárosban találja magát, ahol természetfeletti események hatására írása életre kel, és életére tör.
Hogy minél jobban eltérjenek a Max Payne lineáris strukturájától, a Remedy Bright Fallst egy szabadon bejárható, sandbox-stílusú open world városnak képzelte el, amit például a Grand Theft Auto-ban láthatunk. Fejlesztettek egy félautomata rendszert, ami befolyásolta az útmenti vegetáció mértékét (egyszerűsítendő a világgenerálást), a filmes beütéshez pedig beépítették az éjjeleket és nappalokat is. Eredetileg jobban hasonlított egy survival játékhoz, melyben a nappali órák lootolással telnek – például a karakter benzint keres a generátorokba, hogy azok éjjel védelmet nyújtsanak, az ellenséggel szemben. A Remedy kreatív igazgatója, Sam Lake elmondása szerint komoly kihívást jelentett a játékmenet és természetfeletti események közti összefüggést ábrázolni – utalt itt egy ötletükre, miszerint a Cauldron-tóban fekvő, természetfeletti erőkkel bíró vulkán kitörése miatt evakuálni kell Bright Falls lakosságát, melynek következtében Alan egyedül marad a harcban.
Az open-worldnek kikiáltott játékot a 2005-ös E3-on mutatták be, 2006-ban pedig a Remedy közölte, hogy összeálltak a Microsoft Game Studios-zal, a játék pedig Xbox 360 exkluzív lesz, mielőtt megjelenne Windows Vistára.
A Remedy továbbra is az open-world survival játékmenet és történet összehangolásán dolgozott, a Microsoft megjelenése pedig Lake szerint „két dudás egy csárdában” helyzetet idézett elő. Három év csúszásokkal tűzdelt, sikertelen fejlesztést követően a csapat úgy döntött, leállnak, és újrafektetik a játékvezetés alapjait. Két hónap alatt sikerült egy új, lineáris, epizodikus rendszert szülniük, amit be tudtak illeszteni a már meglévő open-world világba. A nappal játszódó szinteken a történetet viszik előre, mikor a játékos NPC-kkel beszélgethet és felfedezheti környezetét, míg az éjszaka inkább akciódús, egyes szinteknek pedig nappali és éjszakai verziót is terveztek. Ezzel a változtatással a thrilleres beütést is sikerült erősíteni. Többek közt az elraboltak ötlete és működési elve is ekkor született, hogy miképp lehet megküzdeni velük, hogy bukkannak fel, ennek milyen előjelei vannak, és miképp lehet a fénybe visszavonulni, küzdelem során. Lake szerint az open-world elemektől – amiket sikerült átmenteniük az új verzióba – valóságosabbnak hatott a játék. Oskari Häkkinen szerint – aki a Remedy franchise-ainak akkori fejlesztési igazgatója volt – az open world térkép megtartásával tájékozódási pontokat helyezhettek el, ami nemcsak segít a játékosnak, de előrevetíti a történetet és összerántja a játékot.
Az első pillanatképek alapján Alan Wake külseje és Bright Falls még merőben máshogy nézett ki, mint a végleges verzióban.
Lake elmondta, Alan Wake-et Max Payne szöges ellentétének álmodták meg. Max zsarusága passzolt az akciójátékhoz, de Alant kifejezetten atipikus akcióhősnek képzelték, egy írónak, akit részben King inspirált, aki belecsöppen ebbe a világba, és kénytelen reagálni a történésekre. A fejlesztési fázis vége felé Alan története a Remedy metaforájává vált: Alan korábbi művei egy fiktív rendőrről szóltak (Remedy – Max Payne párhuzam), és kihívást jelentett számára másról írni (ahogy a Remedy számára is kihívást jelentett megalkotni Alan Wake-et).
Az ellenségeket előbb megrajzolták, majd löttyintettek rájuk egy kis vizet, hogy „torzabbak legyenek.” Alan Wake karakteréhez a Remedy a tradicionálisabb koncept rajzok helyett inkább „koncept fotókat” használt, és a játékban szereplő összes karaktert élő emberekről mintázták. Ilkka Villi és Jonna Järvenpää, akik Alan és Alice Wake-hez adták külsejüket, az egyedüli finn modellek, a többiek mind amerikaiak, a szinkront pedig japán és amerikai színészekkel oldották meg.
2009-ben a Remedy megerősítette, hogy Xbox 360-ra fejlesztik a játékot, a PC-verzió sorsa pedig a Microsoft kezében van. Augusztusban bejelentették, hogy a játék elkészült, és már az utolsó simításokat végzik, majd 2010. április 7-én abbahagyták a finomítgatást, és májusban meg is jelent a játék.
A 2010-es megjelenést követően a Remedy úgy nyilatkozott, „egyelőre nem terveznek PC-s verziót,” két évvel később azonban megszerezték hozzá a jogokat.

### Hatások, utalások
Az Alan Wake tele van filmes és irodalmi utalásokkal, és számos művész és mű előtt hajt fejet. Stephen King például alapjaiban inspirálta a játékot; a téma ugyanis, miszerint az író megelevenedett művében találja magát, több King műben is visszatérő elem, és Wake rendszeresen idéz is tőle. A játék labirintusával a Ragyogás előtt tiszteleg, az egyik autó pedig Christine előtt. Lake King mellett Bret Easton Ellist, Neil Gaimant és Mark Z. Danielewski House of Leaves című művét emelte ki inspirációként.
A játékban rendszeresen jelennek meg tévék, amik a fiktív Night Springs c. sorozat rövid epizódjait játsszák – ezeket Rod Serling 1950-es Alkonyzónája inspirálta, a rendszeresen megjelenő madárhadak pedig egyértelmű utalás Alfred Hitchcock Madarak című filmjére.
A helyszín, Bright Falls erősen hasonlít Twin Peaks-re – mindkettő képzelt, Washington-állambeli kisváros. A Remedy csapata két hétig utazgatott Amerika Észak-Nyugat-i részén; Oregonban, Washingtonban és a kanadai British Columbiában, ahol 6000 fotót lőttek a természetről és a helyi kisvárosokról: Astoriáról, Oregonról és North Bendről, ahol a Twin Peaks-et forgatták, illetve Seattle környékéről, ahol a Kör című film forgott.

### Epizodikus szerkezet
| Alan Wake epizódok |
| Fő játék: - 1. epizód: Nightmare - 2. epizód: Taken - 3. epizód: Ransom - 4. epizód: The Truth - 5. epizód: The Clicker - 6. epizód: Departure Letölthető tartalom: - Special 1: The Signal - Special 2: The Writer |

Az Alan Wake pont úgy van felépítve, mint egy misztikus tv sorozat; minden rész önállóan megállja helyét, együtt pedig kiadják a teljes képet. Ezt epizodikus szerkezetével éri el, narratívájával és tévés eszközökkel, például csavarokkal és nyitva hagyott kérdésekkel. Használja a részek elejére betűzdelt, „az előző rész tartalmából” összefoglalókat is, és minden végefőcím alatt más betétdal szól, ami szintén kifejezetten tévés eszköz.
Az alapjáték hat epizódból és két DLC-ből áll, melyek együttesen adják ki az „első szezont.” Az első hat rész végén a főhős eléri célját, a DLC-k pedig tovább bonyolítják a történetet, és előrevetítik a folytatást – a fejlesztők jelezték is, hogy szívesen készítenének második évadot vagy előzménytörténetet.
A Remedy a stílus és tempó miatt döntött a tévés formátum mellett, szerintük ugyanis a néző által meghatározott tempóban követett sorozat „a médiafogyasztás legtermészetesebb módja,” és az epizodikus szerkezet jobban passzol egy hosszú játékhoz. A stúdió külön hivatkozott a Lost című thriller tv sorozatra ezzel kapcsolatban.
Míg a Remedy igyekezett volna részenként, digitális formátumban kiadni a játékot, a Microsoft kívánsága az volt, hogy egyben kerüljön kiadásra az alapjáték, fizikai formátumban. Phil Spencer, az Xbox Game Studios vezetője 2020-ban elmondta, hogy a Microsoft akkoriban kételkedett a részenkénti megjelenés sikerében, és aggódott, hogy egyesével kevesebbet hozna. Spencer ma már úgy látja, lehet, hogy rossz döntést hoztak.

### Hirdetések
Az Alan Wake-ben itt-ott felbukkannak néha a valóságból ismert márkák. A fejlesztők elmondták, igyekeztek „konzervatívan és játékosközpontúan hozzáállni a reklámokhoz”, illetve „valószerűbbé tenni a környezetet, nem hirdetéseket tolni a felhasználók arcába.”
Ilyen az Energizer elem, amivel a játék elemlámpája működik, a Verizon mobilok és tévéhirdetések, illetve az említett márkákat hirdető óriásplakátok, de Ford és Lincoln autók is feltűnnek a játékban, ahogy Microsoft termékek is. Alan és Alice Wake autójában Microsoftos Ford Sync in-vehicle entertainment rendszer van, egy Xbox 360 konzolon pedig a fiktív Night Springs videójáték megy. A játék különböző pontjain Microsoft Tagek is megjelennek, amiket a játékos mobiltelefonjával beolvashat, és a játék egyik karaktere szólal meg egy üzenetrögzítőn, vagy elirányít egy exkluzív Alan Wake kiegészítőket tartalmazó, Verizon által támogatott oldalra. Ez a funkció kizárólag az Egyesült Államokban érhető el.
A hirdetéseket eltávolították a remastered verzióból.

### Zene
A játék zenéjét Petri Alanko szerezte, illetve elhangzik benne a Poets of the Fall „War” című száma is, mely Sam Lake elmondása szerint „az Alan Wake sountrack prominens része, és témájában is passzol a történethez.” A zenekar Old Gods of Asgard néven két másik számot is előad a játékban, („Children of the Elder God”, „The Poet and the Muse”). A Remedy egy korábbi játékának, a Max Payne 2: The Fall of Max Payne végefőcímdalát, a „Late Goodbye-t” is ők írták, Lake egyik verse alapján. 2010. július 20-án jelent meg a hivatalos, 18 számos soundtrack.
Az említetteken kívül számos más licencelt szám is elhangzik a játékban, például Poe „Haunted” c. száma, a második epizód végén, David Bowie „Space Oddity-ja,” a végefőcím alatt, Anomie Belle „How Can I Be Sure-ja,” a harmadik epizódban, illetve Harry Nilsson „Coconut” című száma is többször elhangzik a játékban.
Mivel a licencek idővel lejártak, 2017 májusában minden kópiát visszahívtak. Ez azokat nem érintette, akik már megvásárolták a játékot, ahogy az Alan Wake's American Nightmare elérhetőségét sem, bár idővel valószínűleg annak is hasonló lesz a sorsa. A Microsoft segítségével sikerült a stúdiónak kitolni a licenceket 2018 októberéig, így visszakerülhetett a játék a digitális platformokra.

## Marketing és megjelenés
Az Alan Wake először kizárólag Xbox 360-ra jött ki. A megjelenést eredetileg Észak-Amerikában 2010. május 18-ra, Európában pedig május 21-re tervezték. Mikor április 7-én hivatalosan is befejezettnek minősítették, egy héttel előre hozták az európai premiert, így ott jelent meg először, május 14-én, Amerikában pedig május 18-án. 2010. november 23-án az Xbox Live Games on Demand platformján is kijött, majd 2012. február 16-án Windowson.
Az Alan Wake-nek volt limitált, gyűjtői formátuma is, melynek csomagolása egy keményfedeles könyvre hasonlított, és tartalmazta a játékot, egy The Alan Wake Files című könyvet és exkluzív soundtrack CD-t, valamint fejlesztői kommentárt, illetve virtuális elemekhez való hozzáférést Xbox 360-on.

### Microsoft Windows verzió
A Microsoft 2011 közepe táján egyezett bele a PC-verzió kiadásába, amin a Remedy egy kisebb csapata a független finn Nitro Games stúdióval kezdett el dolgozni, az Xbox 360 kód alapján. Azon kívül, hogy a játék játszható legyen billentyűzettel és egérrel, kiemelten fontosnak tartották, hogy grafikailag is meghaladja Xbox 360-as elődjét. Nagyjából öt hónap alatt végeztek, a megjelenést pedig 2011 decemberében hozták nyilvánosságra.
A DLC-kkel kiegészült játékot 2012. február 16-án rakták ki Steamre, és 48 órával később a Remedy már közölte is, hogy a bevétel meghaladta a játék fejlesztési- és marketingköltségeit. A fizikai formátum terjesztését a Nordic Games kezdte el, 2012. március 2-án normál és gyűjtői kiadásban, a The Alan Wake Files soundtrack lemezzel és plusz tartalommal egyetemben. Az Egyesült Államokban 2012. április 24-től volt elérhető, a Legacy Interactive forgalmazásában.
2013 decemberében a Remedy és az Xbox közösen kiadtak egy különleges gyűjtői példányt, tele új kontenttel és egy 44 oldalas digitális képregénnyel, amit Gerry Kissell és Amin Amat rajzoltak, és Mikko Rautalahti írt, a Remedy Entertainmenttől, aki a játék forgatókönyvéért is felelt.

### Bright Fallswebsorozat
Pár héttel a játék netes és Xbox Live megjelenése előtt kidobtak egy promónak szánt, hatrészes, élőszereplős Bright Falls című websorozatot, amit Phillip Van írt és rendezett, és a játék előzményét kívánja bemutatni, pontosabban a kisvárosét, ahova Alan Wake érkezik. A főszereplő Jake Fischer (Christopher Forsyth), egy újságíró, aki munkaügyben látogat ide.
Több, a játékból ismert karakterrel is találkozunk, név szerint a pincérnő Rose-zal, dr. Emil Hartmannal, a rádiós Pat Maine-nel, valamint Alan Wake-kel is, aki az utolsó részben bukkan fel. A sorozat színészei szinkronizálták a játékban szereplő karaktereket, illetve róluk mintázták őket, magát a sorozatot pedig Oregonban és Washingtonban forgatták, hogy minél jobban hasonlítson a játékhoz.
A sorozat elején Jake Fischer Bright Fallsba érkezik, hogy kiadója megbízásából interjút készítsen dr. Hartmannal, új könyve kapcsán. Miután elbeszélget a helyiekkel, Jake konstatálja, hogy amnéziás tüneteket produkál – az erdő közepén ébred és egyéb helyeken, ahol azelőtt nem járt. Emellett elkezd ódzkodni mindenféle fényforrástól, beleértve a napfényt is. Jake-et teljesen hatalmába keríti a sötétség, melynek hatására gyilkolászni kezd, majd pont mielőtt Alan és Alice Wake megérkeznének a városba, nyoma vész.

### DLC
2010-ben készült két külön DLC az alapjáték mellé, Xbox Live-ra, melyek a játék végét és lehetséges folytatását kívánták összekötni. Az első, „The Signal” címmel jött ki 2010. július 27-én, ami a GamesRadar+ újságírója, David Houghton szerint az egyik legjobb rész lett. A második epizód, a „The Writer” 2010. október 12-én került ki. Erik Brudvig az IGN-től úgy vélte, azoknak, akiknek megvan a „The Signal” kötelező ezzel is játszaniuk, mivel szépen pontot tesz a történet végére.

### Könyvek
A játék limitált, gyűjtői verziójához készült egy 144 oldalas könyv, The Alan Wake Files címmel, mely tovább bővíti a történetet. Rick Burroughs felelt az Alan Wake könyvformátumáért, valamint megjelent egy „így készült” album is a játékról, Alan Wake: Illuminated címmel.

## Fogadtatás
| Kiadvány                    | Pontszám                |
| Metacritic                  | X360: 83/100 PC: 83/100 |
| 1Up.com                     | B+                      |
| Computer and Video Games    | 9.0/10                  |
| Eurogamer                   | 7/10                    |
| Game Informer               | 8.5/10                  |
| GamePro                     | 4/5                     |
| GameSpot                    | 8.5/10                  |
| GameTrailers                | 8.6/10                  |
| IGN                         | 9/10                    |
| Official Xbox Magazine (US) | 9/10                    |
| Spawn Kill                  | 8.5/10                  |
| Wired                       | 6/10                    |

A Metacritic adatai alapján pozitív fogadtatásban részesült a játék, mindkét platformon.
Michael Plant az Independent-től 5/5 pontra értékelte, külön kiemelve a „zseniális” tempót, vágást és forgatókönyvet. „Pontosan ilyen élményekre tervezték a jelen konzoljait”- mondta.
Nick Cowen a Daily Telegraph-tól 9/10-re értékelte „lenyűgöző” vizuális világáért; Bright Falls városát és annak környékét építészetileg, természetileg „autentikusnak” nevezve. Szerinte a játék hangulata „egyik pillanatról a másikra képes biztonságos nyugalomból fojtogatóan feszültté és veszélyessé válni.” A harcmechanikáról azt mondta, „a játékos folyamatosan veszélyben érzi magát,” és „a legerősebb tulajdonságának” titulálta történetét. A karakterek mimikájával és a történet hosszával azonban voltak fenntartásai.
Az Associated Press Dirk Lammerse szerint folyamatos feszültséget sugároz a játék, aminek 4/4 pontot ítélt. Matt Greenop a The New Zealand Herald-tól 5/5 pontot, vagyis szintén maximum pontszámot adott „fantasztikus” tempója, „rémisztő” története és „remek helyszínei” miatt. Szerinte „ez lett az év eddigi leginnovatívabb és legszórakoztatóbb játéka.” William Vitka a New York Post-tól B+ értékelést adott „ijesztő hangulata”, zenéje, grafikája és „meglepően összetett” harcdinamikája miatt, az animáció és a történet viszont már kevésbé tetszett neki.
A Kotaku, GameSpot, IGN (akiktől elnyerte az Editors' Choice Awardot), a VideoGamer.com, GameTrailers, és Eurogamer is hasonló okokból adott magas pontszámot a játéknak.
Chris Kohler a Wired-től eggyel kritikusabb volt a maga 6/10-es pontszámával, mondván „az Alan Wake erős kezdés után gyengén zár. Mind a játékmenet, mind a történet ellaposodik a végefőcímre.” A főszereplőt, a játék bizonyos részeit és a „különleges” történetet azonban dícsérte.

### Díjak, elismerések
Az Alan Wake számos jelölést, díjat és elismerést kapott 2010-ben. A Time szerint az év videójátéka lett, az IGN szerint a Legjobb horrorjáték, de jelölték Legjobb történet, Legvagányabb hangulat, Leginnovatívabb játékmenet, és Legjobb karakter kategóriában is. A 2010-es Spike Video Game Awards-on Legjobb Xbox 360 játéknak jelölték, valamint három további jelölést kapott narratívájáért, sound designjáért és karakteréért, a Második Annual Inside Gaming Awardson. A GameSpot 2010-es Game Awards-án hét kategóriában jelölték, és hazavitte a közönségdíjat. Az IGN 61. helyen említette „Legjobb modern játékok” listáján, zenéjét pedig a 2010-es Annual Game Music Awards-on díjazták.

### Eladások
Az Alan Wake ugyanazon a héten jelent meg, mikor a Red Dead Redemption, ezért eleinte zötyögött az eladás; az NPD Group számításai szerint az első két hétben 145 000 példány kelt el, míg a Red Dead Redemption-ből 1,5 millió, pár hónap alatt azonban beindult, és 2011 decemberére ők is elérték az 1,4 milliót.
2012. március 13-án a Remedy bejelentette, hogy átlépték a kétmilliós határt, 2013-ban Sam Lake szerint már hárommilliónál tartottak, majd ez a szám 2015-re 4,5 millióra emelkedett.
2010-ben az Alan Wake volt a második legtöbbet lekalózkodott Xbox 360 játék, 1,1 millió illegális letöltéssel.

## Kapcsolódó művek

### Spin-off és előzménytörténet
Már az Alan Wake megjelenésekor közölte a Remedy, hogy gondolkodnak folytatásban. 2011 májusában, egy szivárogtatást követően beismerték, valóban dolgoznak új Alan Wake projekten, amit még nem a hivatalos folytatásnak szántak – ebből lett az Alan Wake's American Nightmare, egy rövid, önálló játék, amit 2012-ben adtak ki. Alan kalandjait követi, zombis-szörnyes, Alkonyattól pirkadatig stílusban, ahol a játékosnak ellenségek hordáival kell megküzdenie (ebből lett később a „Fight Till Dawn” arcade mód); amit beépítettek Alan történetébe.
Az Alan Wake II-t a 2021-es The Game Awards-on jelentették be, 2023-as tervetett megjelenéssel Windowsra, PlayStation 5-re és Xbox Series X/S-re, és inkább survival horrornak ígérték. Forgalmazója az Epic Games Publishing.

### További Remedy játékok
Az Alan Wake: American Nightmare után a Remedy 2016-ban kiadta Quantum Break nevű játékát, majd 2019-ben a Control-t, ami a fiktív Federal Bureau of Controlban (FBC), New York legöregebb házában játszódik, ahol természetfeletti eseményeket (AWE) és ezekhez kapcsolódó tárgyakat vizsgálnak. A Control szerint a Bright Fallsban történt események AWE-nak minősülnek, Alan Wake-et, írógépét, a házat és a kapcsolót pedig külön feljegyzések említik.
A Control második, AWE névre keresztelt DLC-je 2020 augusztusában jelent meg, mely tartalmazza az FBC Alan Wake-ről folytatott nyomozását. A játékból kiderül, hogy Alan eltűnt a Cauldron-tóban, dr. Hartman pedig további kutatásokat végzett a sötétségről, egészen addig, míg az FBC le nem foglalta anyagait. A dühöngő dr. Hartman ezek után belehajtott a tóba, ahol a sötétség átvette teste fölött az irányítást. Az FBC elkapta Hartmant és visszavitte New York legöregebb házába, a Control-ban azonban Hartman kiszökik, szörnymásával pedig Jessenek kell megküzdenie, amiben Alan segít neki, látomásokon keresztül. Miután végez Hartmannal, Jesse figyelmét új, a jövőben történő AWE jelenségre hívják fel Bright Fallsban.
A Remedy bejelentette, hogy a Control utáni következő játékuk is illeszkedni fog a Control és Alan Wake története körül forgó „Remedy univerzumba”.

### Alan Wake Remastered
A Remedy 2021 szeptemberében jelentette be az Alan Wake remastered verzióját, amin a D3T-tel dolgoztak együtt, és az Epic Games adta ki október 5-én Windows-ra, Xbox One-ra és Xbox Series X/S-re, de megjelent PlayStation 4-re, 5-re és 2022 októberében Nintendo Switch-re is.
A grafikai megjelenést HD-ra optimalizáltak, és egyes elemeket, például a vízmozgást átorogramozták háromdimenziósra, illetve a vágóképeket is vegyítették új mocap felvételekkel. A stúdió úgy döntött, Northlight Engine-jük helyett az eredeti motort használják, mivel nem tartották szükségesnek a ray tracinget és HDR renderelést.
Ezen felül eltávolították az eredeti játékban szereplő reklámokat, a licencelt számokat viszont megtartották. A remastered verzióhoz hozzátartozik mindkét DLC meg egy új kommentár Sam Lake-től, és legalább egy Controlos easter egget tartalmaz: Bright Falls sheriffje levelet küld az FBC-nek, melyben természetfeletti eseményekről számol be, ami a dátum szerint stimmel a Control DLC-jéből történt FBC nyomozással.
A Remedy azt nyilatkozta, nem áll szándékukban az Alan Wake's American Nightmare-t is felújítani, mivel szerintük az Alan Wake, a két DLC epizóddal kiegészülve épp elegendő.

### Tévésorozat
2018 szeptemberében a Remedy Entertainment és a Contradiction Films bejelentették, hogy elkezdtek fejleszteni egy élőszereplős Alan Wake sorozatot, melynek készítésével Peter Calloway-t bízták meg, Sam Lake pedig executive producerként működik közre. Az eredeti tervek szerint az elkaszált Alan Wake II-ből, az első játékból és az American Nightmare témáiból építkeznének, és bár Alan Wake lenne a főszereplő, a mellékszereplők történetét is jobban kifejtenék. 2020 decemberében Lake megerősítette, hogy továbbra is dolgoznak a projekten, 2022 májusában pedig a Remedy bejelentette, hogy az AMC megvásárolta a jogokat a sorozat legyártásához.

### Egyéb projektek
Az Epic Games, mely az Alan Wake II kiadásáért felelt, gyártott egy külön szigetet a Fortnite Creative-ban, „Alan Wake: Flashback” néven – itt a játék fő mozzanatait mesélik el, interaktív eszközökkel. A Spiral House, Zen Creative és Remedy közreműködésével készített szigetet a Fortnite-on keresztül lehetett elérni, a 3426-5561-3374 kóddal.

## További információ
- Hivatalos weboldal

## Fordítás
Ez a szócikk részben vagy egészben  az   Alan Wake című angol Wikipédia-szócikk ezen változatának fordításán alapul.  Az eredeti cikk szerkesztőit annak laptörténete sorolja fel. Ez a jelzés csupán a megfogalmazás eredetét és a szerzői jogokat jelzi, nem szolgál a cikkben szereplő információk forrásmegjelöléseként.